# تپه کبود شیخی‌آباد
تپه کبود شیخی آباد مربوط به عصر آهن - است و در شهرستان صحنه، بخش مرکزی، روستای شیخی آباد واقع شده و این اثر در تاریخ ۱۸ خرداد ۱۳۸۴ با شمارهٔ ثبت ۱۱۸۴۳ به‌عنوان یکی از آثار ملی ایران به ثبت رسیده است.